# Saint-Barthélemy-d'Anjou
Saint-Barthélemy-d'Anjou är en kommun i departementet Maine-et-Loire i regionen Pays de la Loire i nordvästra Frankrike. Kommunen ligger i kantonen Angers-Est som tillhör arrondissementet Angers. År 2022 hade Saint-Barthélemy-d'Anjou 9 496 invånare.

## Befolkningsutveckling
Antalet invånare i kommunen Saint-Barthélemy-d'Anjou
| Referens: INSEE |